# Nadine Mohamed
Pour les articles homonymes, voir Mohamed.
Nadine Mohamed Sayed Soliman Mohamed (en arabe : نادين محمد سيد سليمان محمد), née le 21 janvier 1998, est une joueuse égyptienne de basket-ball évoluant au poste d'ailier. 

## Biographie

### Carrière en club
Nadine Mohamed évolue à Al Ahly.

### Carrière internationale
Avec l'équipe d'Égypte, elle est sixième du Championnat d'Afrique 2021 à Yaoundé ; elle est la meilleure marqueuse de la compétition.